# Otto Ohlendorf
Dr. Otto Ohlendorf (Hoheneggelsen, Hildesheim,4 de febrero de 1907 - Landsberg, 7 de junio de 1951) fue un  Gruppenführer (General de División) de las SS y jefe del SD. 

## Como oficial nazi
Nacido cerca de Hildesheim, Hannover, Ohlendorf era hijo de un granjero. En 1925 se afilió al Partido Nazi con el número 6.631 y al año siguiente se enroló como miembro de las SS con el número 880.
A pesar de su procedencia humilde, estudió Economía y Derecho en las universidades de Leipzig y Gotinga, y ya en 1930 consiguió trabajo dando clases en distintas instituciones. A primeros de 1936 fue nombrado asesor económico de la oficina de Seguridad perteneciente al SD. En 1936 es ascendido y se le coloca al frente de la oficina III de la Oficina Central de Seguridad del Reich o RSHA según sus siglas en alemán.
En 1943 es nombrado Secretario de Estado de Economía y el 9 de noviembre de 1944 ascendido a General de División de las SS.

## Comandante de grupos especiales
En junio de 1941, Reinhard Heydrich nombra a Ohlendorf comandante del Einsatzgruppe D que operaba en el sur del frente oriental, especialmente en Ucrania y Crimea, en el exterminio de judíos y la represión de los grupos partisanos y las actividades de la resistencia rusa. En el desempeño de este cargo parece ser que Ohlendorf es responsable de la matanza de Simferopol, donde fueron asesinados al menos 14.300 personas, judíos en su mayoría. En total, se atribuyen más de 90.000 asesinatos al comando especial de Ohlendorf. En este cargo permaneció hasta julio de 1942.

## En el ministerio de Economía
Entre los cargos que desempeñó en el ministerio de Economía, fue particularmente importante su trabajo para la modernización estructural de Alemania, los planes de reconstrucción para después de la guerra (muchos de ellos ejecutados luego en la práctica) y la lucha sin cuartel que libró contra la burocratización de la política y la economía. Fue también uno de los líderes de la tendencia económica a modernizar la producción, defensor del sistema mixto, que propugnaba la planificación económica en la producción y comercialización al por mayor conviviendo con la libre empresa capitalista en la distribución y fabricación al por menor. 

## Promociones en la SS
- SS-Gruppenführer.u.Gen.Lt.d.Pol.: General de División - 9 de noviembre de 1944.
- SS-Brigadeführer.u.Gen.Maj.d.Pol.: ; General de Brigada
- SS-Oberführer: General - 9 de noviembre de 1941.
- SS-Standartenführer: Coronel - 1 de enero de 1940.
- SS-Obersturmbannführer: Teniente coronel - 9 de noviembre de 1938.
- SS-Sturmbannführer: Mayor - 20 de abril de 1937.
- SS-Hauptsturmführer.: Capitán - 9 de julio de 1936.

## Núremberg

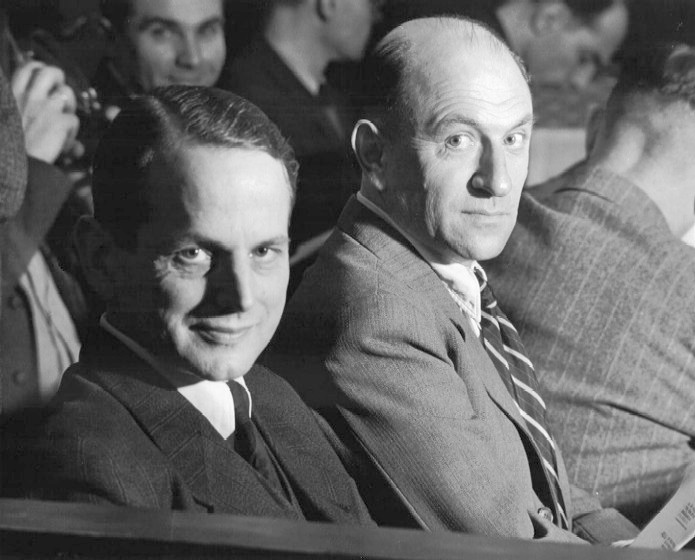
Otto Ohlendorf (izquierda) y Heinz Jost durante el juicio de los Einsatzgruppen.

Al final de la guerra, se mantuvo con el grupo personal del  Reichsführer de las SS Heinrich Himmler y fue testigo de su arresto el 20 de mayo de 1945 en Luneburgo. 
Durante los procesos por los crímenes de los grupos especiales, Ohlendorf se defendió a sí mismo y a otros acusados, al tiempo que ejercía a veces de testigo de la acusación. Sus testimonios, de una frialdad y una franqueza aterradoras, lo llevaron a la horca al mismo tiempo que a algunos de sus antiguos compañeros. Ohlendorf se declaró terriblemente asqueado por la corrupción que se había vivido en el III Reich y por la depravación moral de los líderes. En cambio, no demostró remordimiento alguno por sus actos, ni la menor compasión por las víctimas, diciéndole al fiscal Ben Ferencz que los judíos de América sufrirían por lo que el fiscal había hecho, y parecía estar más preocupado por la tensión moral de los que llevaban a cabo los asesinatos que por los que eran asesinados.
Otto Ohlendorf fue sentenciado a muerte el 19 de abril de 1948 y ahorcado el 7 de junio de 1951, en la fortaleza de Landsberg, luego del "Juicio de los Einsatzgruppen".

## En la ficción
Según una entrevista con Thomas Harris, éste es el personaje en el que se inspira el doctor Hannibal Lecter, de su novela El silencio de los corderos, aunque el paralelismo desaparece en las posteriores entregas de la serie sobre el mismo personaje que escribió el mismo autor.
Es uno de los personajes más importantes en la novela Holocausto de Gerald Green, donde se narra la perspectiva de una familia judía y una alemana durante el Holocausto de la Segunda Guerra Mundial. Fue interpretado por Nigel Hawthorne en la serie homónima sobre la novela.